# Biserica Cuvioasa Paraschiva din Gura Râului

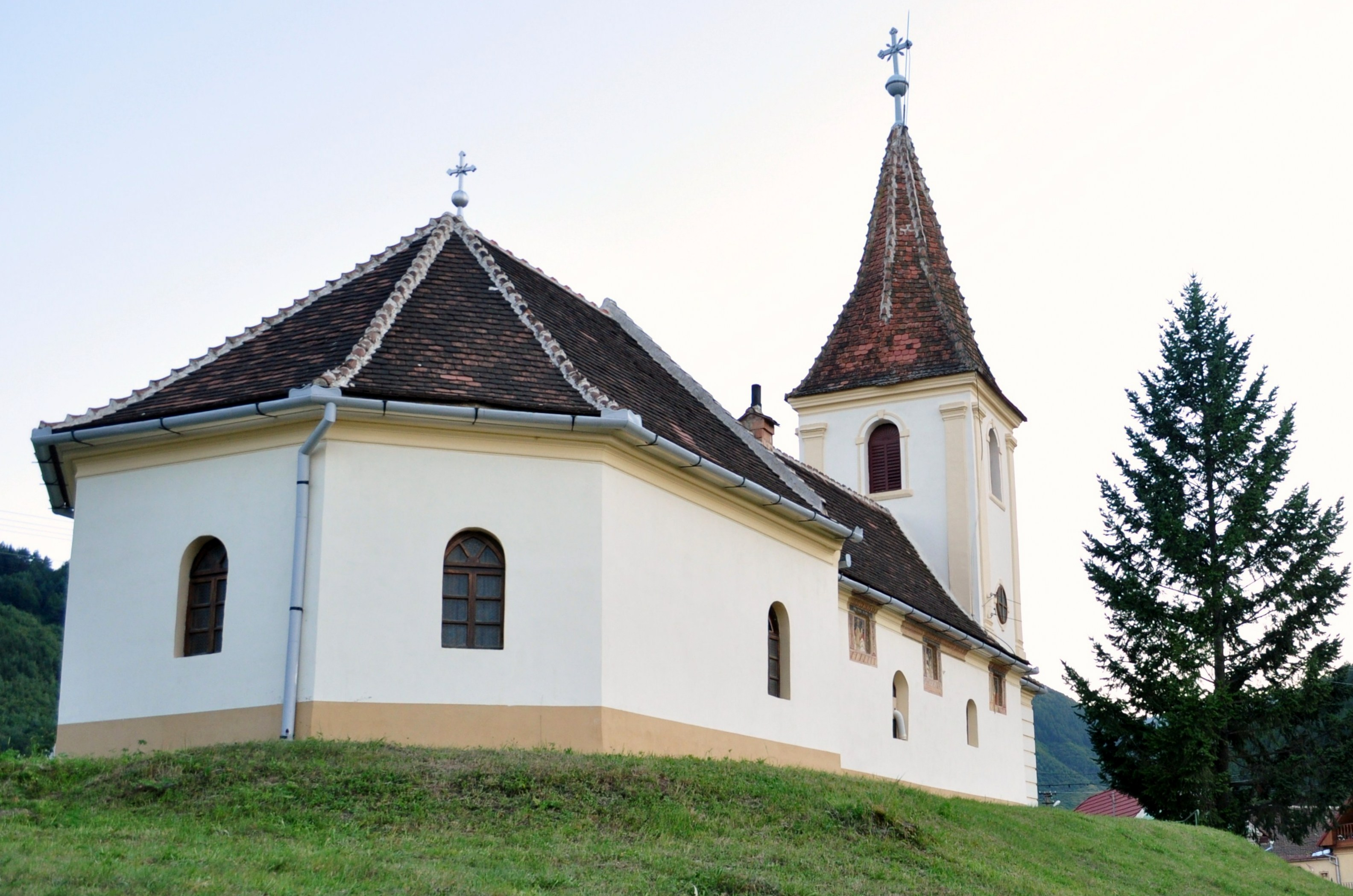
Biserica „Cuvioasa Paraschiva” din Gura Râului, județul Sibiu, foto: august 2011.

Biserica (nord)

Sfinții Apostoli Petru și Pavel

Protectoarea bisericii: Sf. Cuvioasă Parascheva

Biserica „Cuvioasa Paraschiva” din Gura Râului, județul Sibiu, a fost construită în secolul XVIII. Lăcașul de cult figurează pe lista monumentelor istorice 2010, cod LMI SB-II-m-B-12397.

## Istoric și trăsături
Edificiul este unul din cele mai vechi monumente ale Mărginimii Sibiului. Este ridicat din zidărie (piatră, cărămidă) cu un plan de tip sală, la care sanctuarul pentagonal se leagă de capătul mai îngust al naosului. Cel din urmă se continuă la vest cu un pronaos și un turn-clopotniță, prin al cărui parter se face accesul la interior.  Toate compartimentele construite poartă bolți și conservă diferite suprafețe murale pictate. 
Înfățișarea actuală a fost dobândită în mai multe etape. Începuturile nu îi sunt încă bine definite, chiar dacă un an de întemeiere, 1202, a fost cuprins într-o pisanie târzie de la parterul turnului. Însă, vechimea are un reper important într-un document din anul 1476, în care a fost menționat satul românesc Awendorff (Gura Râului). Alături de acest izvor, indiciile conservate permit supoziția că biserica are origini medievale și păstrează de atunci cel puțin jumătatea inferioară a părții centrale. Această parte expune acum cele mai vechi fragmente din fostele decorații pictate: o Răstignire, alături de o suprafață al secco cu urme de la o pictură nonfigurativă și de la o inscripție ce conținea cifra 6.
O altă etapă din istoria edificiului, petrecută până la anul 1800, a constituit-o supraînălțarea zidurilor naosului, extinderea spațiului cu un pronaos și dotarea cu bolți în leagăn. Ea s-a prelungit și în anii 1802-1804, când cu ajutorul parohului Petru și a unor localnici (numiți de inscripții chirilice pe latura nordică a navei), s-a intenționat decorarea întregului lăcaș cu pictură murală. În primul rând s-a  reușit pictarea naosului până la nașterea bolții și probabil spațiul altarului, prin mâna pictorului Ioan de Poplaca, pictor format la Rășinari, care este cunoscut pentru o serie de icoane și picturi murale realizate într-o manieră postbrâncovenească la biserici din jurul Sibiului. Pictarea a continuat ulterior cu un alt zugrav de o calitate inferioară, care ne-a lăsat cel puțin patru tablouri cu sfinți, în pronaos și în exterior (nord). Chiar și astfel, lucrarea pare să fi rămas neisprăvită. 
Prin colectă publică, în anii 1828-1834, a fost posibilă înălțarea actualului turn, iar în anul 1860, refacerea sanctuarului. 
Completarea picturii la interior, în spațiile noi ridicate în secolul al XIX-lea, s-a petrecut în anii 1982-1985, iar noi lucrări de curățare a picturilor vechi și de întreținere a lăcașului s-au realizat după anul 2007.

## Imagini din exterior
